# John Rhodes (velejador)
John Rhodes (13 de fevereiro de 1870 — 6 de fevereiro de 1947) foi um velejador britânico, campeão olímpico. Ele competiu nos Jogos Olímpicos de Verão de 1908 na classe 8 Metre e conquistou a medalha de ouro na disputa a bordo do Cobweb com Blair Cochrane, Charles Campbell, Henry Sutton e Arthur Wood.
Ele foi comissionado como segundo-tenente no 3º Batalhão (Royal Berkshire Militia) em tempo parcial, Royal Berkshire Regiment, em 7 de junho de 1887 e foi promovido a tenente em 17 de novembro de 1888. Ele então foi transferido para o Exército Britânico como um oficial do KKRC em 29 de outubro de 1889. Ele foi enviado para a Ilha de Wight (IoW) em 1892 e ingressou no Island Sailing Club. Na Primeira Guerra Mundial ele comandou o batalhão na desastrosa ação na Baía de Suvla durante a campanha de Galípoli, mas foi evacuado com insolação.